# Cristóbal Colón de Carvajal y Gorosábel
Cristóbal Colón de Carvajal y Gorosábel (Madrid, 4 de octubre de 1949) es un noble, empresario y militar español. Es capitán de fragata (RR) de la Armada Española, xviii duque de Veragua y grande de España, xvii marqués de Jamaica, xx almirante de la Mar Océana y adelantado de las Indias.
Hijo de Cristóbal Colón de Carvajal y Maroto y de Anunciada de Gorosábel y Ramírez de Haro, heredó sus títulos nobiliarios a la muerte de su padre a manos de ETA en 1986. Fue el xviii duque de la Vega y grande de España hasta 2011, a consecuencia de la distribución efectuada en la que dejó este título a su hijo Ángel Santiago Colón de Mandalúniz. Es descendiente directo de Cristóbal Colón por vía de su hijo, Diego Colón.
Contrajo matrimonio con Isabel Elena de Mandalúniz y Castelo D’Ortega (n. 4 de febrero de 1954), ii marquesa de Taurisano en San Lorenzo de El Escorial.
El 12 de septiembre de 1968, entregó en la corbeta Princesa la última posta por tierras españolas de la llama olímpica de los juegos de 1968.

## Títulos
| ● 1949-1986:     | Señor don Cristóbal Colón de Carvajal y Gorosábel                                     |
| ● 1986-presente: | Excelentísimo señor don Cristóbal Colón de Carvajal y Gorosábel, duque de Veragua (1) |

1. Título completo: Excelentísimo señor capitán de fragata don Cristóbal Colón de Carvajal y Gorosábel, XVIII duque de Veragua, grande de España, XVII marqués de Jamaica, XX almirante de la Mar Océana, adelantado de las Indias, caballero de la Real Orden de Isabel la Católica